# Вильямайор, Игнаси
Игна́си Вильямайо́р Роса́дос (кат. Ignasi Villamayor Rozados; род. 29 июля 1972, Андорра-ла-Велья) — андоррский футбольный судья.
В настоящее время он работает менеджером по продажам в аптеке. К тому же он является судьёй Федерации легкой атлетики Андорры и её генеральным секретарём. 19 мая 1996 года в эстафете 4 по 100 метров, вместе с другими андоррцами поставил рекорд страны, они пробежали за 44,13 секунды.
С 2008 года — арбитр международного класса. Является обладателем 3 категории УЕФА. Вильямайор судит квалификационные матчи различных юношеских и молодёжных сборных на чемпионатах Европы. В 2011 работал на Кубке регионов.
8 июля 2010 года он судил матч «Фаэтано» и «Зестафони» (0:0) в рамках первого квалификационного раунда Лиги Европы. Через год, 30 июня 2011 года он также судил матч квалификации Лиги Европы, «Биркиркара» — «Влазния» (0:1).